# Buellia
Buellia De Not. (brunatka) – rodzaj grzybów z rodziny pałecznikowatych (Caliciaceae). Ze względu na współżycie z glonami zaliczany jest do grupy porostów.

## Systematyka i nazewnictwo
Pozycja w klasyfikacji według Index Fungorum: Caliciaceae, Caliciales, Lecanoromycetidae, Lecanoromycetes, Pezizomycotina, Ascomycota, Fungi.
Synonimy nazwy naukowej: Anapyrenium Müll. Arg., Aplotomma A. Massal. ex Beltr., Buelliopsis A. Schneid., Gassicurtia Fée, Kemmleria Körb., Lepropinacia Vent., Mannia Trevis., Mattickiolichen Tomas. & Cif., Mattickiomyces Cif. & Tomas., Melanaspicilia Vain., Monerolechia Trevis., Samboa Tomas. & Cif., Samboamyces Cif. & Tomas., Tetramelas Norman.
Nazwa polska według W. Fałtynowicza.

## Gatunki występujące w Polsce
- Buellia aethalea (Ach.) Th. Fr. 1874 – brunatka graniasta
- Buellia badia (Fr.) A. Massal. 1853 – brunatka kasztanowata
- Buellia bryophila Körb. 1860[4]– brunatka meszka
- Buellia chloroleuca Körb. 1860[4] – brunatka rozsypana
- Buellia disciformis (Fr.) Mudd 1861  – brunatka miseczkowata, lasówka miseczkowata
- Buellia erubescens Arnold 1874[4] – brunatka czerwieniejąca
- Buellia geophila (Flörke ex Sommerf.) Lynge 1937 – brunatka halna, b. trójdzielna, skorupowiec halny, s. trójdzielny
- Buellia griseovirens (Turner & Borrer ex Sm.) Almb. 1952 – brunatka szarozielona, skorupowiec brzozowy
- Buellia leptocline A. Massal. 1854 – brunatka niebieszczejąca
- Buellia ocellata (Flörke ex Flot.) Körb. 1855 – brunatka brodawkowata
- Buellia schaereri De Not. 1846 – brunatka Schaerera
- Buellia spuria (Schaer.) Anzi 1860 – brunatka drobna
- Buellia stellulata (Taylor) Mudd 1861 – brunatka promienista
- Buellia subdispersa Mig. 1924[4] – brunatka żółtawa, skorupowiec żółtawy
- Buellia uberior (Nyl.) Anzi 1888 – brunatka keszyna
- Buellia viridis Körb. 1879[4]– brunatka zielona

Nazwy naukowe na podstawie Index Fungorum. Nazwy polskie według W. Fałtynowicza.